# Путти (группа)
«Путти» — советская и российская рок-группа, основанная в 1983 году в Новосибирске. Один из представителей сибирского панк-рока.

## История группы

### Ранний этап творчества (1983—1987)
Группа была создана в 1983 году студентами училища Александром Чиркиным и Дмитрием Истоминым, которые обучались специализации «декоратор-оформитель». Первая репетиция прошла 14 апреля 1983 года, с тех пор дата считается днём основания группы.
Первое выступление состоялось в 1985 году на студенческом фестивале в Академгородке. После дебюта Александр Чиркин отправился на службу в армию в Омск, где познакомился с Егором Летовым, Олегом и Евгением Лищенко (группа «Пик Клаксон»), Олегом Судаковым. В течение двух лет музыканты плодотворно сотрудничали, репетировали, создали совместный проект — группу «Кайф».
В 1986 году в Омске состоялся квартирник у Олега Судакова, в котором приняли участие: Дмитрий Радкевич, Дмитрий Селиванов, Олег Лищенко, Евгений Лищенко, Егор Летов, Сергей Сергеев, Александр Чиркин. На следующий день после квартирника в ДК «Звёздный» прошёл концерт, на котором выступил так называемый «омский состав» группы «Путти»: Дмитрий Селиванов на соло-гитаре, Егор Летов на бас-гитаре, Александр Чиркин — вокал.
Во время службы Александра Чиркина «Путти» меняли состав группы и выступали в Новосибирске с разными вокалистами. В числе вокалистов был автор почти всех песен группы Дмитрий Истомин. Вот что пишет Павел Балеевский:  Пока Александр Чиркин проходил службу в Омске, бегая в самоволки к Егору Летову, группа готовится к первому Н-скому рок-фестивалю. Составом Михаил Поздняков — гитара, вокал, Евгений Бекк — гитара, Олег Чеховский — бас, Дмитрий Истомин — вокал, Виктория Ляпина — барабаны. Путти с фурором выступают на фестивале (жюри особенно понравилась композиция «Рейган — старый козёл»), Новосибирское телевидение снимает клип на песню «Не ешь мой завтрак».

### Расцвет группы (1987—1994)
В 1987 году после дембеля Александр Чиркин собрал новый состав, и группа записала знаковый альбом «Красный марш», после чего началась активная концертная деятельность.
Весной 1988 года Валерий Мурзин предложил сделать сольный концерт в ДК им. Чкалова с программой «Красный марш». В апреле 1988 года «Путти» выступили в Уфе на одной сцене с музыкантами группы «ДДТ». 14 апреля 1988 группа приняла во втором Новосибирском рок-фестивале в ДК им. Чкалова. 24-26 июня 1988 — участие в первом Тюменском панк-фестивале в ДК Нефтяников. Среди музыкантов были группы: Гражданская Оборона, Великие Октябри, Бомж, Ник Рок-н-ролл, Кооператив Ништяк. Летом 1988 прошли концерты в Перми по приглашению Бориса Бейлина. В декабре 1988 группа дала концерт в ДК МЭИ. Выступление проходило одновременно с фестивалем «Сырок-88».
Начало 1989 года ознаменовалось поездкой в город Мирный, во время которой был записан альбом «Разбитая жизнь». 4 марта 1989 года состоялся концерт в ДК МЭИ совместно с Александром Лаэртским. 5 марта группа выступила в малом зале ДК им. Горбунова в Москве. 7-8 марта «Путти» приняли участие в фестивале в ДК им. Горбунова на одной сцене с английской группой World Domination Enterprises и «Воплями Видоплясова». На этом мероприятии «Путти» познакомились с Артемием Троицким. 3 июня 1989 состоялся фестиваль памяти Дмитрия Селиванова в ДК им. Чкалова в Новосибирске. Летом 1989 группа гастролировала в Томске и Мирном. 20-22 октября 1989 «Путти» приняли участие в фестивале «Некст Стоп Рок-н-ролл» в ДК им. Горького в Омске совместно с такими коллективами, как «БОМЖ», «Чолбон», «Город Дит», «Амба», «Идея фикс», «Дядя Го».
Весной 1990 года группа приняла участие в омском фестивале «Рок-периферия» в ДК им. Козицкого. В августе 1990 музыканты отправились на несостоявшийся фестиваль «Гурзуф-90». 9-14 сентября группа посетила в Барнаул в ДК Химиков в рамках фестиваля «Рок-Азия 90». Событие стало значимым в мире советской музыкальной индустрии. Его посетили многие представители прессы: Сергей Гурьев, Андрей Бурлака, Александр Липницкий. Артемий Троицкий привёз с собой продюсера группы «Pink Floyd» Питера Дженнера и познакомил его с музыкантами группы «Путти». Питер Дженнер предложил группе сотрудничество и пригласил в Англию, но по ряду причин совместная работа не состоялась. 21-23 декабря 1990 года состоялся фестиваль «Аврора-90» в Ленинградском дворце молодёжи.
В 1991—1994 годах «Путти» посещали с концертами Магадан, Иркутск, Томск. Записали ряд альбомов. В декабре 1992 отыграли концерт, приуроченный к 10-летию концертной деятельности в кинотеатре "Пионер, г. Новосибирск. 22 января 1994 в ДК им. Октябрьской революции в Новосибирске состоялась презентация альбома «Первая кровь».
С 1994 по 2001 годы группа временно прекратила существование.

### Возрождение (2001 — настоящее время)
В 2001 году после длительного перерыва «Путти» отправились в гастрольный тур по Сибири совместно с группой «Король и Шут». «Путти» отыграли в Новосибирске, Барнауле, Кемерово, Новокузнецке, Томске. В 2002 снова играли с «Королём и Шутом» в Барнауле в клубе «Зебра». 13 июля 2002 «Путти» по приглашению Михаила Горшенёва выступили на всероссийском панк-фестивале в Зелёном театре Парка им. Горького.
В 2003 году отыграли юбилейные концерты в ДК «Прогресс» и позже в ДК им. Чкалова в Новосибирске. После этого группа приступила к записи альбома «Соловьиные вечера». В 2003 выступили на фестивале «Маёвка» в Академгородке, где познакомились с Алексеем Кортневым. В 2004 получили приглашение выступить на фестивале «Сибирское вторжение — 2» в московском клубе «Точка». На следующий день был запланирован сольный концерт в клубе «Проект О.Г.И.». Из Новосибирска с группой приехал Василий Смоленцев (бывший гитарист группы «Калинов мост»). 3 февраля 2006 года состоялся совместный концерт группы «Путти» и «Гражданская оборона» в ДК им. Октябрьской Революции в Новосибирске. Это была последняя встреча Александра Чиркина и Егора Летова.
31 мая 2008 года участвовали в фестивале памяти Егора Летова в ДМ «Юность». В августе 2010 года «Путти» пригласили на фестиваль «Уральский рубеж», который проводился в Челябинской области. Там после долгого перерыва музыканты снова встретились с группой «Король и Шут». Через год «Путти» повторно оказались в списке участников фестиваля. 12 ноября 2011 приняли участие в «Первом Всероссийском Панк-Симпозиуме имени Андрея „Свина“ Панова»". На одной сцене выступили: группа «Пурген», Ник Рок-н-ролл, бывшие участники группы «Автоматические удовлетворители».
В 2013 году группа отметила 30-летие концертом в ККК им. Маяковского в Новосибирске. Андрей Калюта предложил «Путти» поучаствовать в своеобразном турне. На большом заказном автобусе группы ездили по городам Сибири, а вырученные деньги тратили на питание и бензин. Среди музыкантов были группы: «Йод», «Реактивный психоз» и другие. тур начался из Академгородка, далее по программе стояли Омск, Тюмень, Екатеринбург.
С 2014 года состав группы окончательно сформировался: Александр Чиркин (вокал), Денис Абрамов (гитара), Антон Абрамов (ударные) и Григорий Семаев (бас-гитара). В дальнейшем «Путти» давали концерты в Сибири, Москве и Санкт-Петербурге, активно записывали новые альбомы. Александр Чиркин занялся музейной деятельностью и организует выставки экспонатов музея сибирского панк-рока «Путти-Хаус».

## Студийный состав
- Дмитрий Истомин — вокал (1983-1988)
- Евгений Бекк — гитара (1984-1985)
- М. Анке — бас, гитара (1984-1985)
- Иван Капитанов — клавиши (1984-1988)
- Дмитрий Селиванов — вокал, гитара (1985-1988)
- Александр Чиркин — ударные, бэк-вокал (1983-1994, 2001-н.в)
- Олег Чеховский — бас, вокал (1988-1993)
- Игорь Олешкевич —  ударные (1988)
- Александр Келемзин —  гитара (1988-1993)
- Борис Кармыдон — бас, подпевки (1988)
- Ренат Вахидов —  ударные (1989-1993)
- А. Кокорин —  клавиши (1989)
- Михаил Зайчиков —  ударные, гитара (1991-1993, 2001)
- Владимир Хуторной — бас (2001)
- Виктор Масковский — ударные (2001-2005)
- А. Касаткин — бас-гитара (2005)
- А. Иванов — ритм,соло-гитара (2005)
- Е. Ивахно — труба, бэк-вокал (2005)
- Б. Никифоров — тромбон (2005)
- А. Наживин —  бэк-вокал (2005)
- Григорий Семаев — бас (2016 - н.в)
- Антон Абрамов — ударные (2016 - н.в)
- Денис Абрамов — гитара (2016 - н.в)
- Варвара Сапожникова – бэк вокал (2016)
- Юрий Вергунов – клавиши (2016)
- Александр Мочалов – бэк-вокал (2016)
- Вячеслав Кот  — бэк-вокал (2018)
- Ольга Никишаева —  бэк-вокал (2018)
- Сергей Черепанов —  бэк-вокал (2018 - 2019)

## Дискография группы
Студийные альбомы:
- 1985 — Резиновый баобаб
- 1985 — Дети как дети
- 1988 — Красный Марш
- 1988 — Красный марш live. Концерт в Новосибирске, ДК Чкалова
- 1989 — Музыка к фильму «Приключения бабушки Каштрапуп»
- 1989 — Страсти по Салжаманыпытыку
- 1989 — Рабочий народ
- 1989 — Разбитая жизнь
- 1989 — Революция № 2
- 1991 — Тревожный
- 1993 — Первая кровь
- 1993 — Танцующий плясом
- 2001 — Трубадурь
- 2005 — Соловьиные вечера
- 2008 — Прощай, молодость!
- 2010 — Веселись, детка!
- 2016 — Тени Мегаполиса
- 2018 — ЖитиЁ на Марсе. Part 2
- 2019 — Путти 1983—2018 (СD — сборник — приложение к книге воспоминаний А.Чиркина)
- 2019 — День Чихуахуа
- 2020 — Лысый альбом

Наиболее известные бутлеги:
- 1984 — Путти
- 1984 — Трахнутые кошаки
- 1984 — Фиолетовый локомотив
- 1984 — Ганга" (с Радкевичем)
- 1984 — НЭП
- 1985 — Улыбнись, пенсионер
- 1985 — Дуэт Чук и Гек
- 1985 — Иван Сусанин Супер Стар
- 1987 — Концерт на 1 Новосибирском Рок-Фестивале 12.04.87
- 1988 — Концерт на 2 Новосибирском Рок-Фестивале
- 1988 — Кривоногие извне" (концертный)
- 1990 — Не усни!

Сольники Александра Чиркина:
- 1986-1987 — Кайф: I. II. III (с Егором Летовым и группой «Пик Клаксон»)
- 1990 — Сольник Мирный (с музыкантами из Якутии)